# Камчатка (ријека)
56° 14′ N 162° 30′ E / 56.233° С; 162.500° И
Камчатка (рус. Камча&#769;тка) је ријека на далеком истоку Русије. Дуга је 758 km, а протиче од запада ка истоку кроз Камчатски крај и улива се Тихи океан. Ријека је богата лососима, којих се годишње мријести на милионе и који су некада представљали основу исхране домородачких Ителмена.